# میچلستون
میچلستون (به انگلیسی: Mitchelstown) یک منطقهٔ مسکونی در ایرلند است که در شهرستان کورک واقع شده‌است.

## خصوصیات
میچلستون  ۳٬۶۷۷ نفر جمعیت دارد و ۱۰۳ متر بالاتر از سطح دریا واقع شده‌است.